# My Name Is Gulpilil
My Name Is Gulpilil és una pel·lícula documental australiana del 2021 sobre la vida del famós actor aborigen australià David Gulpilil, en aquell moment malalt amb etapa quatre de càncer de pulmó.

## Argument
La pel·lícula cobreix la carrera d'actor de Gulpilil, la seva vida a Murray Bridge, el càncer, l'addicció a l'alcohol i els seus diversos matrimonis i relacions.

## Producció
My Name is Gulpilil va ser dirigida per la cineasta australiana Molly Reynolds.
Majoritàriament es va rodar el 2017, amb l'expectativa que Gulpilil (que va morir el novembre del 2021) no visqués gaire més. L'ús del nom de Gulpilil al títol, problemàtic a la cultura aborigen després de la seva mort, va ser una elecció deliberada de l'actor.

## Recepció

### Resposta crítica
A Rotten Tomatoes, el documental té una puntuació d'aprovació del 100% basada en 10 ressenyes, amb una puntuació mitjana de 8/10.

## Premis
- Premi de l'Acadèmia Australiana de les Arts del Cinema i la Televisió (AACTA): Guanyador, Millor documental (Molly Reynolds, Rolf de Heer, Peter Djigirr, David Gulpilil); Millor muntatge en un documental (Tania Nehme)[9]
- Premis Australian Screen Editors: Nominada a la millor edició d'un documental (Tania Nehme)[9]
- Premis ATOM: Finalista en tres categories (Millor documental – Arts; Millor documental – Biografia; Millor documental – Història); guanyador a les categories de Biografia i Història[10]